# Municipio de Manalapan
El municipio de Manalapan (en inglés: Manalapan Township) es un municipio ubicado en el condado de Monmouth en el estado estadounidense de Nueva Jersey. En el año 2010 tenía una población de 38,872 habitantes y una densidad poblacional de 486 personas por km².

## Geografía
El municipio de Manalapan se encuentra ubicado en las coordenadas 40°17′49″N 74°19′48″O / 40.29694, -74.33000.

## Demografía
Según la Oficina del Censo en 2000 los ingresos medios por hogar en el municipio eran de $102,882 y los ingresos medios por familia eran $114,124. Los hombres tenían unos ingresos medios de $72,198 frente a los $39,921 para las mujeres. La renta per cápita para la localidad era de $32,142. Alrededor del 3.8% de la población estaba por debajo del umbral de pobreza.

## Nacidos en el municipio
Entre los nacidos en el municipio de Malapan se encuentra:
- Jim Babjak (born 1957), guitarrista para the Smithereens.[5]
- Danny Basavich (nacido en 1978), jugador profesional de billar.[6]
- Jason Bergmann (nacido en 1981), pitcher para los Washington Nationals.[7]
- Alyssa Campanella, Miss New Jersey Teen USA 2007, primera finalista en Miss Teen USA 2007.,[8] Miss California USA 2011, ganadora de Miss USA 2011.

Mike "The Situation" Sorrentino, participante en el reality show de MTV "Jersey Shore"